# سیدی لزرق
سیدی لزرق (به عربی: سيدي لزرق) یک شهرداری در الجزایر است که در استان غلیزان واقع شده‌است.